# Évrecy
Évrecy település Franciaországban, Calvados megyében. Lakosainak száma 2052 fő (2022. január 1.). Évrecy Avenay, Bougy, Esquay-Notre-Dame, Gavrus, Maizet, Sainte-Honorine-du-Fay és Vacognes-Neuilly községekkel határos.

## Népesség
A település népességének változása:
| Lakosok száma | 619  | 1099 | 1093 | 1492 | 1928 | 2024 | 2008 | 2013 | 2020 | 2052 |
|               | 1968 | 1982 | 1990 | 2006 | 2013 | 2015 | 2017 | 2019 | 2020 | 2022 |